# Jens Gaiser
Jens Gaiser (* 15. August 1978 in Baiersbronn) ist ein ehemaliger deutscher Nordischer Kombinierer.

## Werdegang
Gaiser, der für den SV Mitteltal-Obertal startete, gab sein internationales Debüt bei der Nordischen Junioren-Skiweltmeisterschaft 1997 in Canmore. Dort gewann er im Team-Wettbewerb gemeinsam mit Georg Hettich und Ronny Ackermann die Silbermedaille. Zehn Tage später gehörte er zur Mannschaft für die Nordischen Skiweltmeisterschaften 1997 in Trondheim. Dabei erreichte er im Teamwettkampf den sechsten Platz. Ein Jahr später am 14. März 1998 gab Gaiser in Oslo sein Debüt im Weltcup der Nordischen Kombination. Auf Anhieb konnte er mit Rang 13 in die Top 20 und damit auch weit in die Punkteränge laufen und springen. Trotz dieses Erfolgs gehörte er auch zur Saison 1998/99 nicht zum festen A-Kader. Erst im Januar 1999 startete er in Schonach im Schwarzwald wieder im Weltcup und erreichte dabei als 15. erneut die Punkteränge.
Bei der Nordischen Skiweltmeisterschaft 1999 in Ramsau am Dachstein erreichte Gaiser den 31. Platz im Sprint und erreichte mit der Mannschaft erneut den sechsten Rang. Nachdem er zu Beginn der Saison 1999/2000 in Vuokatti zweimal die Punkteränge verpasst hatte, ging er vorübergehend in den B-Weltcup, wo er seinen ersten Wettbewerb in Garmisch-Partenkirchen gewinnen konnte. Auch in Calgary stand er zweimal auf dem Podium. Daraufhin ging er zurück in den Weltcup. Er brauchte bis Mitte März, bis er in Oslo erneut in den Punkterängen landete. Beim Sommer-Grand-Prix erreichte er in Klingenthal und Oberhof zwei deutliche Punkteplatzierungen und beendete den Grand-Prix damit auf dem achten Rang.
Ab Januar 2001 bekam Gaiser einen festen Startplatz im Weltcup-Kader. Bereits beim dritten Wettbewerb in Reit im Winkl landete er wieder in den Punkterängen. In der Folge erreichte er durchweg Punkteplatzierungen. Im Dezember 2001 gelang ihm mit dem vierten Rang in Lillehammer das beste Einzelresultat seiner Karriere. Lediglich bei Team-Weltcups gelangen ihm bessere Platzierungen, so im Januar 2002 im Val di Fiemme, wo er mit seinen Mannschaftskameraden Rang drei belegte.
Bei den Olympischen Winterspielen 2002 in Salt Lake City belegte er im Sprintwettbewerb den 19. Platz. In die Saison 2002/03 startete Gaiser mit einem guten sechsten Rang in Kuusamo. Jedoch gelang es ihm im Laufe der Saison nicht, an dieses Ergebnis anzuknüpfen. Einmal verpasste er sogar in Oberhof die Punkteränge.
Beim Sommer-Grand-Prix 2003 konnte er viermal unter den besten zehn landen. Darunter gelang ihm auch ein Sieg in Steinbach-Hallenberg. Auch in der Saison 2003/04 gelang ihm in den Einzelweltcups nicht der Sprung in die Weltspitze. Lediglich mit der Mannschaft gelang ihm erneut ein Podium als Zweiter in Oberstdorf. Im selben Jahr startete er zweimal als Skispringer im Skisprung-Continental-Cup.
Mit der Saison 2005/06 bestritt Gaiser die beste Saison seiner Karriere. Trotz weiter nur durchwachsener Ergebnisse gelang ihm im Gesamtweltcup sowie im Sprintweltcup das beste Resultat.
Als Schlussläufer der deutschen Staffel bei den Olympischen Winterspielen 2006 in Turin gewann er zusammen mit Björn Kircheisen, Georg Hettich und Ronny Ackermann die Silbermedaille.
Für diese Leistung erhielt er am 26. April 2006 das Silberne Lorbeerblatt.
Im Januar 2007 erklärte er wegen der verpassten Qualifikation für die Weltmeisterschaft seinen Rücktritt vom Leistungssport. Zuvor hatte er im B-Weltcup zwei Wettbewerbe in Chaux-Neuve gewonnen.
Nach dem Ende seiner Karriere schloss Gaiser seine Ausbildung zum Schornsteinfeger ab. Zudem übernahm er das Langlauf-Nachwuchstraining sowie das Training des Fußball-Bambini-Teams beim SV Mitteltal-Obertal.
Jens Gaiser hat eine Ausbildung zum Physiotherapeuten 2023 erfolgreich beendet und eine entsprechende Tätigkeit aufgenommen.
Gaiser ist verheiratet und hat einen Sohn.

## Erfolge

### Weltcup-Statistik
Die Tabelle zeigt die erreichten Platzierungen im Einzelnen.
- Platz 1.–3.: Anzahl der Podiumsplatzierungen
- Top 10: Anzahl der Platzierungen unter den ersten zehn
- Punkteränge: Anzahl der Platzierungen innerhalb der Punkteränge
- Starts: Anzahl gelaufener Rennen in der jeweiligen Disziplin

| Platzierung         | Einzel a | Sprint | Massenstart | Team   | Team    | Gesamt |
| Platzierung         | Einzel a | Sprint | Massenstart | Sprint | Staffel | Gesamt |
| ------------------- | -------- | ------ | ----------- | ------ | ------- | ------ |
| 1. Platz            |          |        |             |        |         |        |
| 2. Platz            |          |        |             |        | 1       | 1      |
| 3. Platz            |          |        |             |        | 1       | 1      |
| Top 10              | 6        | 5      | 2           |        | 4       | 17     |
| Punkteränge         | 36       | 41     | 7           |        | 4       | 88     |
| Starts              | 43       | 51     | 10          |        | 4       | 108    |
| Stand: Karriereende |          |        |             |        |         |        |

## Auszeichnungen
Von den Lesern des Schwarzwälder Boten wurde Gaiser in den Jahren 1996, 1997, 1998 und 2000 zum Sportler des Jahres gewählt.